# Saint-Louis (Mosela)
 Saint-Louis  es una población y comuna francesa, en la región de Lorena, departamento de Mosela, en el distrito de Sarrebourg y cantón de Phalsbourg.

## Demografía
| 682 | 709 | 691 | 683 | 696 | 701 |
| Para los censos de 1962 a 1999 la población legal corresponde a la población sin duplicidades (Fuente: INSEE [Consultar]) |     |     |     |     |     |